# Asperula boryana
Asperula boryana là một loài thực vật có hoa trong họ Thiến thảo. Loài này được (Walp.) Ehrend. mô tả khoa học đầu tiên năm 1974.